# 张艳玲
张艳玲（1971年2月—），女，山西平顺人，中华人民共和国外交官，现任中华人民共和国驻安提瓜和巴布达特命全权大使。

## 生平
1992年，进入中华人民共和国外交部工作，先后在外交部礼宾司、驻葡萄牙大使馆、中葡联合联络小组中方驻澳门代表处、外交部驻澳门特别行政区特派员公署工作，后升任至外交部礼宾司参赞。2013年，任中央外事工作委员会办公室外事管理局副司级干部。2014年，任外交部礼宾司副司长。2017年，任驻美国大使馆公使衔参赞。2021年11月，出任中华人民共和国驻安提瓜和巴布达大使。

## 家庭
已婚，有一女。